# Igor Frič
Igor Frič (* 30. prosince 1955 Ružomberok) je bývalý slovenský fotbalista, útočník.

## Fotbalová kariéra
Odchovanec BZVIL Ružomberok. V československé lize hrál za ZVL Žilina a Slovan Bratislava. V lize nastoupil ke 167 utkáním a dal 27 gólů. V Poháru vítězů pohárů nastoupil ve 2 utkáních. V juniorské reprezentaci nastoupil ve 12 utkáních a dal 2 góly. Se Slovanem získal v roce 1982 Československý pohár a v roce 1983 Slovenský pohár a byl finalistou Československého poháru.

## Ligová bilance
| Ročník                                      | Zápasy | Góly | Klub              |
| ------------------------------------------- | ------ | ---- | ----------------- |
| 1. československá fotbalová liga 1974/75    | 6      | 0    | ZVL Žilina        |
| 1. československá fotbalová liga 1975/76    | 14     | 4    | ZVL Žilina        |
| 1. československá fotbalová liga 1976/77    | 20     | 4    | ZVL Žilina        |
| 1. československá fotbalová liga 1977/78    | 24     | 4    | ZVL Žilina        |
| 1. československá fotbalová liga 1981/82    | 16     | 1    | Slovan Bratislava |
| 1. československá fotbalová liga 1982/83    | 27     | 8    | Slovan Bratislava |
| 1. československá fotbalová liga 1983/84    | 28     | 4    | Slovan Bratislava |
| 1. československá fotbalová liga 1984/85    | 29     | 2    | Slovan Bratislava |
| 1. slovenská národní fotbalová liga 1985/86 | 24     | 5    | Slovan Bratislava |
| CELKEM 1. liga                              | 167    | 27   |                   |